# NGC 5128
NGC 5128 (również Centaurus A, PGC 46957 lub Arp 153) – galaktyka znajdująca się w gwiazdozbiorze Centaura. Została ona odkryta 29 kwietnia 1826 roku przez Jamesa Dunlopa. Toczą się dyskusje na temat podstawowych właściwości tej galaktyki, takich jak typ NGC 5128 (galaktyka soczewkowata czy olbrzymia galaktyka eliptyczna) oraz jej odległość (10–16 mln lat świetlnych). Galaktyka ta ma 60 000 lat świetlnych średnicy oraz należy do grupy galaktyk M83, będąc jedną z jej głównych galaktyk.

## Charakterystyka
Jest to najbliższa Ziemi galaktyka aktywna, może być obserwowana nawet przez małe teleskopy. Jest zaliczana do galaktyk Seyferta typu 2. NGC 5128 jest najbliższą radiogalaktyką, stanowiącą bardzo silne źródło emisji fal radiowych. Galaktyka ta jest znacznie masywniejsza od Drogi Mlecznej.
W centrum galaktyki znajduje się supermasywna czarna dziura o masie 55 000 000 M☉, która wyrzuca relatywistyczny dżet, odpowiedzialny za promieniowanie rentgenowskie i radiowe. Dżety radiowe są o wiele dłuższe od dżetów rentgenowskich, które długie są na „jedynie” kilkadziesiąt tysięcy lat świetlnych. Dżety radiowe rozciągają się bowiem na ponad milion lat świetlnych długości. Zajmują one na ziemskim niebie powierzchnię kątową ponad 200 razy większą niż Księżyc w pełni.

### Morfologia
Galaktyka ta posiada bardzo osobliwą budowę. Zdaje się wyglądać na galaktykę soczewkowatą bądź eliptyczną z wyraźnie widocznym nałożonym pasmem pyłowym przesłaniającym jej jądro. To pasmo pyłowe jest świadectwem pochłonięcia mniejszej galaktyki spiralnej bogatej w gaz, przez eliptyczną wtedy galaktykę NGC 5128, około 300 mln lat temu, co prawdopodobnie odpowiada za intensywną aktywność gwiazdotwórczą w niektórych rejonach galaktyki, szczególnie w tym właśnie paśmie pyłowym. Sama galaktyka została utworzona w wyniku kolizji wielu innych galaktyk. Zawiera ona około 2000 gromad kulistych, uważanych za pozostałości po wchłonięciu mniejszych galaktyk satelitarnych. Nietypową cechą tej galaktyki jest to, że materia w jej centrum tworzy dwa wyraźne ramiona spiralne; jest to pierwsza galaktyka, w której dostrzeżono taką strukturę.

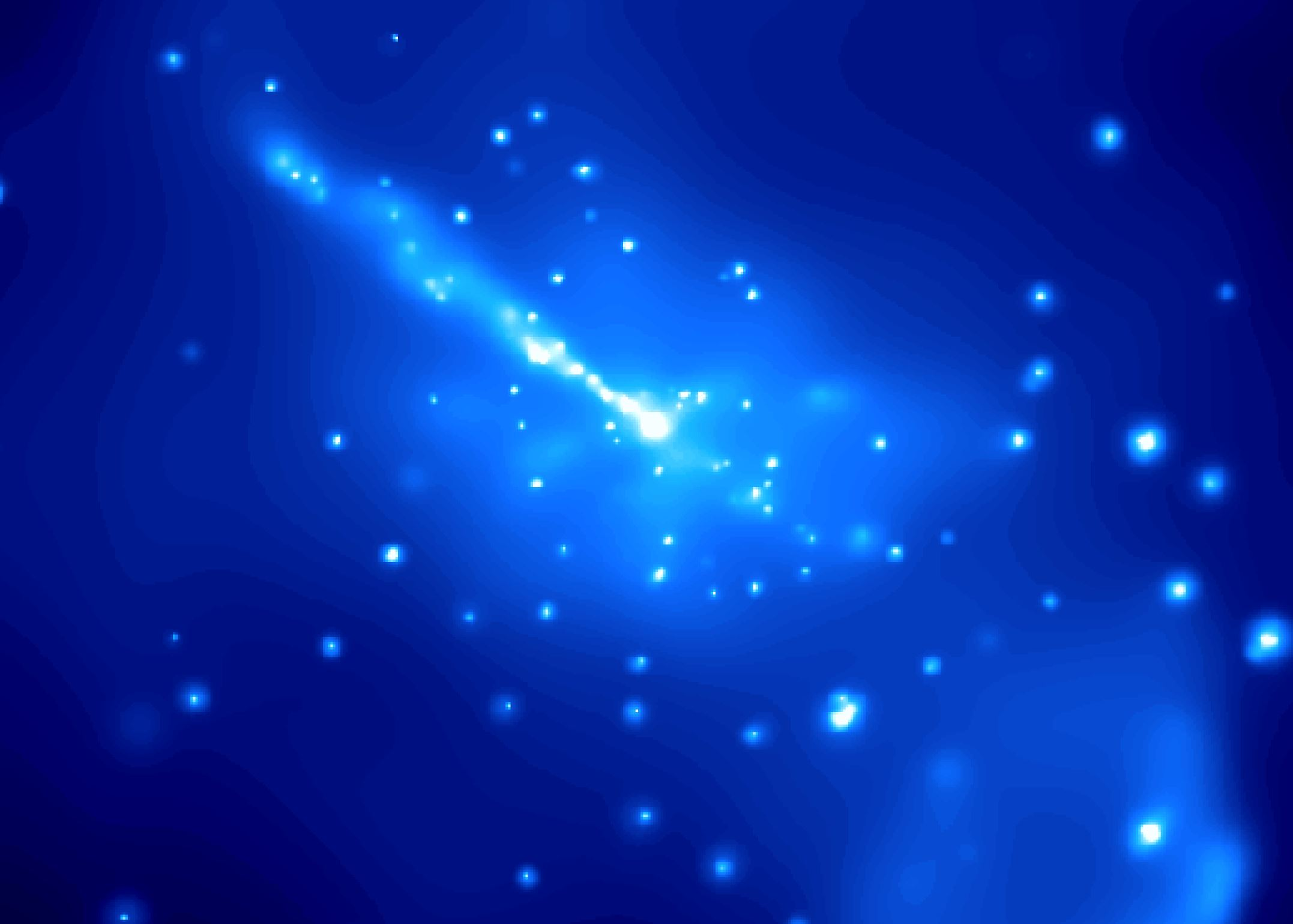
NGC 5128 w promieniach X, zdjęcie z satelity Chandra, widoczny dżet długi na 30 000 lat świetlnych

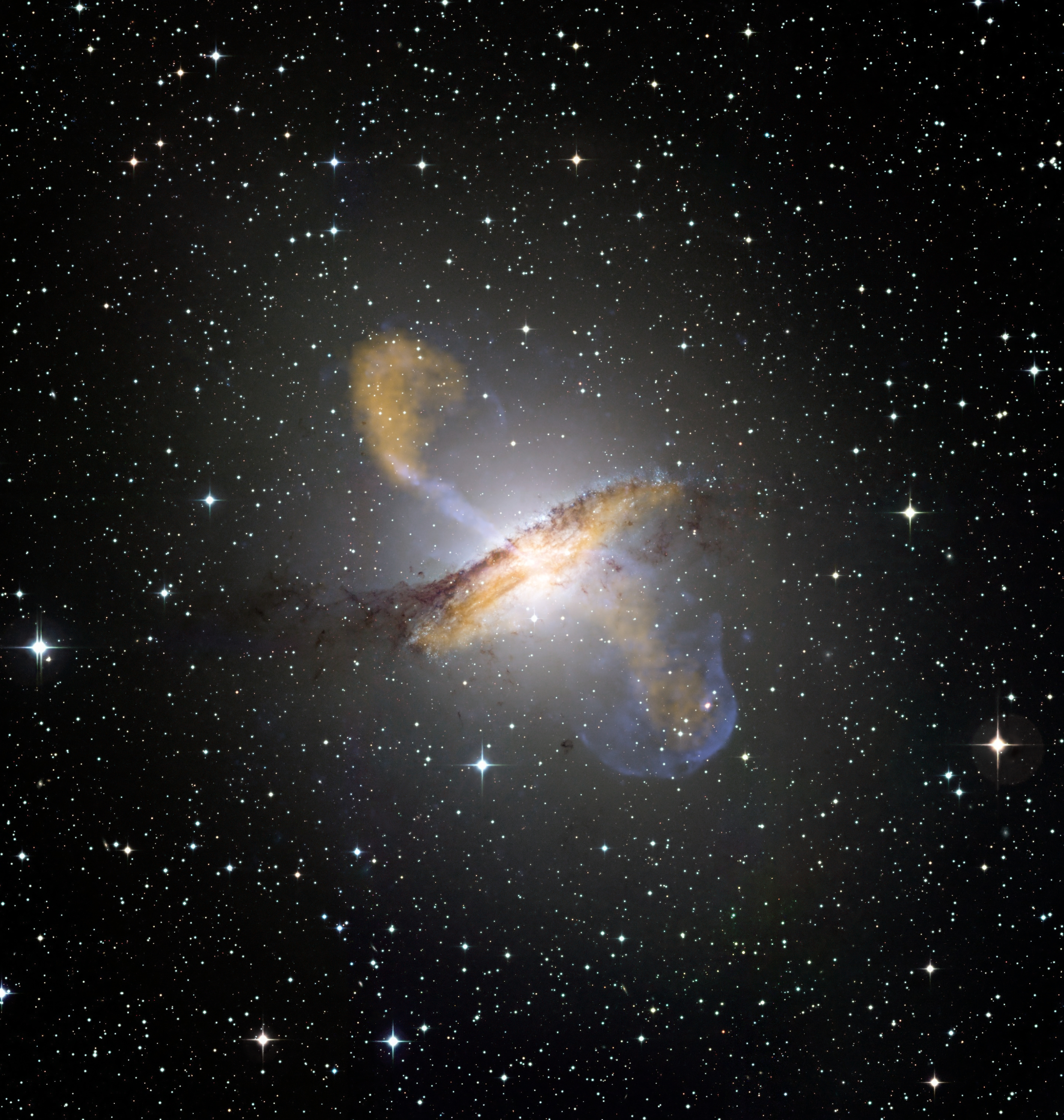
Mozaika zdjęć w różnych długościach fal ukazuje potężne dżety materii, świadczące o aktywności supermasywnej czarnej dziury w centrum galaktyki (zdj. ESO)

## Odkrycie i obserwacje
Galaktyka NGC 5128 została odkryta 29 kwietnia 1826 roku przez Jamesa Dunlopa o godzinie 22:43 podczas badań w obserwatorium w Parramatta. Obserwacje przeprowadzono pod gołym niebem przy użyciu 9-stopowego teleskopu zwierciadlanego z 9-calowym zwierciadłem. Dunlop opisał ją wtedy jako bardzo osobliwą mgławicę podwójną, między którymi nie ma żadnego połączenia. Taki opis wynikał z tego, że ciemny pas pyłowy galaktyki wprowadził go w błąd. Dunlop uważał, że obiekt składa się z dwóch niezależnych mgławic o podobnym kształcie, przypadkowo rozmieszczonych obok siebie, co przedstawia jego szkic znajdujący się w jego katalogu mgławic i gromad gwiazdowych w południowej hemisferze. W rzeczywistości najprawdopodobniej widział światło wychodzące z obu biegunów galaktyki, której jądro zostało zasłonięte pasem pyłowym. W 1847 John Herschel dokonał dokładniejszych obserwacji galaktyki. Z jego opisu wynika, że dostrzegał, mimo zasłoniętego pasmem jądra, eliptyczny kształt „mgławicy”, jednak zdawało mu się, że całość jest przecięta na środku i dwie półowalne części „mgławicy” oddziela ciemne pasmo, kiedy w rzeczywistości była to właśnie ta zasłonięta część jądra. Opisał on galaktykę jako „dwa półowale eliptycznie uformowanej mgławicy, zdające się przecięte i oddzielone szerokim, ciemnym pasmem równoległym do większej osi mgławicy, którego pośrodku pojawia się słaba smuga światła równoległa do boków nacięcia”.

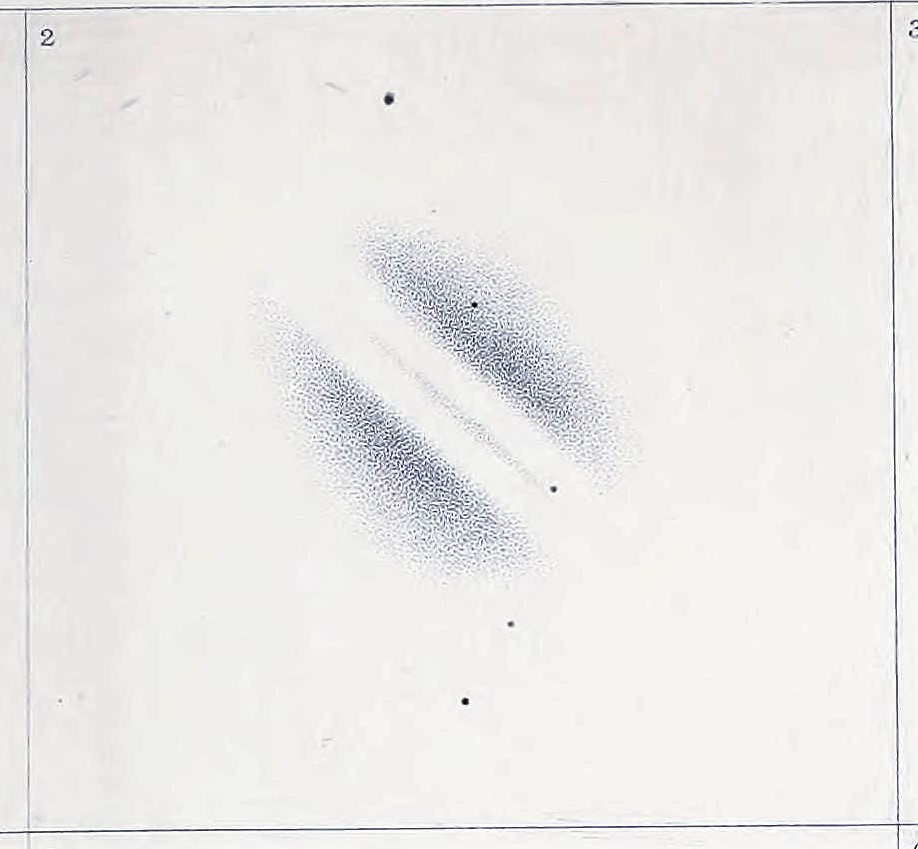
Szkic galaktyki NGC 5128 w wykonaniu Johna Herschela. Jądro galaktyki jest przysłonięte przez pas pyłowy, przez co dla Jamesa Dunlopa sprawiał wrażenie dwóch zupełnie oddzielnych obiektów, między którymi nie ma żadnego widzialnego połączenia. Herschel zauważył jednak cienką smugę światła w pasie pyłowym galaktyki

Przez następne ponad 100 lat nie interesowano się bardziej tym obiektem. Uważano go jedynie za kolejną mgławicę w naszej galaktyce. Dopiero w 1949 przy użyciu radioteleskopu w Dover Heights (Australia), astronomowie John Bolton, Gordon Stanley i Bruce Slee zidentyfikowali Centaurus A jako potężną radiogalaktykę.
5 lat później, Walter Baade i Rudolph Minkowski dokonali obserwacji Centaurusa A w Obserwatorium Palomar w Kalifornii i zaproponowali, że osobliwa struktura galaktyki mogła być efektem kolizji NGC 5128 z mniejszą galaktyką spiralną.
W 1970 satelita Explorer 42 odkryła źródło promieniowania rentgenowskiego w Centaurusie A, a 5 lat później, obserwacje prowadzone w zakresie fal widzialnych przez teleskop CITO odkryły słabo widoczne dżety.

### Supernowe
W galaktyce NGC 5128 zarejestrowano dwa przypadki supernowej:
- SN 1986G: Supernowa typu Ia zaobserwowana 3 maja 1986 przez Roberta Evansa. Jej jasność obserwowana wyniosła 12,5m[19].
- SN2016adj: Supernowa typu II zaobserwowana 8 lutego 2016[20].